# 南里布爾 (英國國會選區)
南里布爾（英語：South Ribble），英國國會一郡選區，位於英格蘭西北部蘭開夏郡西南部、里布爾河以南，包括萊蘭等城鎮。
始於1983年。在2010年大選中保守黨的洛琳·富爾布魯克以45.5%選票擊敗工黨的當區議員大衛·博羅，為保守黨收復了失落十三年的選區。